# Passow (Brandenburg)
Passow település Németországban, azon belül Brandenburgban. Lakosainak száma 1431 fő (2019. szeptember 30.). Passow Casekow, Schwedt/Oder, Mark Landin és Zichow községekkel határos.

## Népesség
A település népességének változása:

| 2017 | 1 454 |
| 2019 | 1 431 |